# Richard Thomas Guilfoyle
Richard Thomas Guilfoyle (* 22. Dezember 1892 in Adrian, Pennsylvania; † 10. Juni 1957 in Altoona, Pennsylvania) war ein US-amerikanischer Geistlicher und römisch-katholischer Bischof von Altoona.

## Leben
Richard Thomas Guilfoyle studierte am St. Bonaventure College in Olean, New York und empfing am 2. Juni 1917 das Sakrament der Priesterweihe.
Am 8. August 1936 ernannte ihn Papst Pius XI. zum Bischof von Altoona. Der Bischof von Erie, John Mark Gannon, spendete ihm am 30. November desselben Jahres die Bischofsweihe; Mitkonsekratoren waren der Bischof von Newark, Thomas Joseph Walsh, und der Bischof von Concordia (Kansas), Francis Joseph Tief.
Er starb am 10. Juni 1957 im Mercy Hospital in Altoona. Beigesetzt wurde er in der Krypta der Kathedrale von Altoona.
Nach ihm ist die Bishop Guilfoyle Catholic High School in Altoona benannt.